# KIRINZ
株式会社KIRINZ（キリンジ）は東京都目黒区に本社を置き、全国で開催する新時代のロールモデルを発掘するライブ配信コンテスト「MODECON」の運営、その他Z世代をターゲットとしたデジタル事業を手がける。主催イベント「MODECON」からはTGCやGirlsAwardと言った日本を代表するファッションショーに出演するモデルやキー局のアナウンサーなどを多数輩出する。

## 概要
2010年に女子大生に特化したマーケティング会社として設立。「女子大生マーケティング委員会」と称し、メディアや商品などの独自コンテンツの企画開発を手がける傍ら、企業向けに女子大生マーケティングの支援全般を提供している。2023年現在では、ライブ配信事業を中心として、Z世代向けマーケティング事業、D2C事業などの事業を加速度的に成長させている。

## 事業内容
- ライブ配信イベント事業
- ライバー事業
- マーケティング支援事業（コンテンツマーケティング、キャスティング、SNSコンサル、パネルリサーチ）
- 商品企画・開発事業

参考: